# História do Vaticano
A história diplomática do Vaticano começa no século IV, porém os limites do poder do papado evoluíram ao longo do tempo e séculos. Os papas, e as suas prerrogativas de poder temporal, lideraram uma grande parte da península italiana, incluindo Roma, por um milênio.
A justificativa histórica para este poder temporal reside na Doação de Constantino, uma falsificação pelo qual o imperador Constantino I havia dado primazia ao Papa Silvestre sobre as Igrejas Orientais e o Imperium (poder imperial) ao Ocidente. (o caráter apócrifo deste documento foi elaborado em 1442 pelo humanista Lorenzo Valla). Os territórios dos Estados Pontifícios, antecessor ao atual Vaticano, haviam sido doados em 756 por Pepino, o Breve, rei dos francos pela Doação de Pepino.

## Precedentes

### Estados Pontifícios
Durante um período de quase mil anos, que teve início no tempo do império de Carlos Magno (século IX), os Papas reinam sobre a maioria dos Estados temporais do centro da Península Itálica, incluindo a cidade de Roma, e partes do sul da França. 
Os Estados Pontifícios ou "Estados da Igreja" foram formados por um conglomerado de territórios, que basicamente permaneceram como um estado independente entre os anos 752 a 1870, sob a direta autoridade civil dos papas, e cuja capital era Roma.

### Fim dos Estados Pontifícios (1870)
Durante o processo de unificação da península, a Itália gradativamente absorve os Estados Pontifícios. Em 1870, as tropas do rei Vítor Emanuel II entram em Roma e incorporam a cidade ao novo Estado. Em 13 de Março de 1871, Vítor Emanuel II ofereceu como compensação ao Papa Pio IX uma indenização e o compromisso de mantê-lo como chefe do Estado do Vaticano, um bairro de Roma onde ficava a sede da Igreja (as leis de garantia). O papado, consciente de sua influência sobre os católicos italianos, recusa-se a reconhecer a nova situação e considera-se “prisioneiro” do poder laico. Além disso, proibiu os católicos italianos de votar nas eleições do novo reino.

## Tratado de Latrão
Essa incomoda questão de disputas entre o Estado e a Igreja, chamada Questão Romana só terminou em 11 de Fevereiro de 1929, quando o ditador fascista Benito Mussolini e o Papa Pio XI assinam o Tratado de Latrão, pelo qual a Itália reconhece a soberania da Santa Sé sobre o Vaticano, declarado Estado soberano, neutro e inviolável. A concordata também concede indenização financeira ao papado pelas perdas territoriais da unificação e torna o catolicismo a religião oficial da Itália. Os termos da concordata são ratificados em 1947 pela república italiana.

## Segunda Guerra Mundial
O Vaticano oficialmente seguiu uma política de neutralidade durante a Segunda Guerra Mundial, sob a liderança do Papa Pio XII. Embora a cidade de Roma fosse ocupada pela Alemanha nazista a partir de 1943 e pelos Aliados em 1944, a Cidade do Vaticano em si não foi ocupada.

## Pós-guerra
Para enfrentar a perda de influência, o pontificado do Papa João XXIII (1958-1963) dá início ao diálogo com outras igrejas e com o mundo laico. O processo desemboca no Concílio Vaticano II (1962/63), o primeiro concílio ecumênico em 300 anos. As encíclicas sociais de João XXIII – Mater et Magistra, Pacem in Terris – e de seu sucessor Paulo VI (1963-1978) – Populorium Progressio – abrem caminho para a Teologia da Libertação, surgida em 1968, e para o alinhamento de uma parte do clero católico com posições de esquerda.
Em 1968, Paulo VI frustra os católicos liberais ao condenar métodos anticoncepcionais com a encíclica Humanae Vitae. Em 1978, a concordata é reformulada e o catolicismo deixa de ser religião oficial da Itália; no mesmo ano, as relações do Vaticano com o Estado italiano deterioram-se depois que o Congresso aprova o divórcio.

## Conservadorismo e Escândalos
Em outubro de 1978, com a morte prematura do sucessor de Paulo VI, João Paulo I, cujo pontificado dura apenas 33 dias, o Cardeal polonês Karol Wojtyla, com o nome de João Paulo II, torna -se o primeiro Papa não-italiano desde o século XVI. O novo pontificado é marcado pelo conservadorismo em questões morais e pelo reforço na disciplina na Igreja, que se reflete na tentativa de João Paulo II de esvaziar o poder do clero chamado “progressista”.
Em 1981, João Paulo II sofre um atentado em Roma; seu autor, o turco Mehmet Ali Agca, é condenado à prisão perpétua. Em 1982, personalidades do Vaticano são envolvidas no escândalo da falência fraudulenta do Banco Ambrosiano. As relações do Vaticano com o Estado italiano pioram em 1987, quando a Justiça da Itália ordena a prisão do cardeal Paul Marcinkus, secretário de Estado do Vaticano e diretor do Instituto para as Obras de Religião (IOR), instituição financeira envolvida no escândalo Ambrosiano. Baseando-se nos termos da concordata – pela qual a Itália não tem jurisdição sobre o Vaticano –, a Suprema Corte italiana absolve Marcinkus.
João Paulo II visita várias vezes a Polônia e tem um papel importante no restabelecimento do diálogo entre o governo comunista e a poderosa Igreja polonesa. Entre 1990 e 1991, com a queda do comunismo, o Vaticano reata relações diplomáticas com países do ex-bloco socialista.
Em 1992, os setores “progressistas” da Igreja criticam a beatificação do padre José María Escrivá Balaguer, fundador da direitista Opus Dei, e a reafirmação feita pelo Papa da condenação à homossexualidade. O novo catecismo da Igreja Católica passa a considerar a masturbação e a prostituição pecados mortais contra a natureza, além do homossexualidade como um grave pecado contra a natureza humana e sexual e condena a corrupção e a dominação econômica
Em 1993, o Vaticano enfrenta um déficit orçamentário estimado em US$ 91,7 milhões. Para enfrentar essa crise financeira, a Prefeitura de Assuntos Econômicos autoriza a exploração comercial da imagem de João Paulo II. No mesmo ano, o Papa reafirma suas posições conservadoras sobre interrupção voluntária da gravidez, celibato clerical ou sexo antes do casamento na encíclica Veritatis Splendor.
A encíclica Evangelium Vitae, divulgada em 1995, condena radicalmente a interrupção voluntária da gravidez e a eutanásia. Em maio, o Vaticano divulga a 12ª encíclica do Papa João Paulo II, Ut Unum Sint, conclamando a unidade de todos os cristãos – católicos, ortodoxos  e protestantes –, seguindo a via aberta pelo Concílio Vaticano II.
As relações exteriores do Vaticano são marcadas pela intervenção ativa nas conferências convocadas pela Organização das Nações Unidas (ONU), sempre sob a óptica conservadora do atual pontificado. Na Conferência do Cairo sobre a População, em abril, contesta o controle da natalidade através de métodos “não-naturais”. A mesma posição é reafirmada na Conferência sobre a Mulher, em setembro de 1995, em Pequim.